# Chromel
Le Nickel-Chrome est un alliage de nickel (90 %) et de chrome (10 %) utilisé dans la fabrication des thermocouples de type ANSI E avec le constantan et de type ANSI K avec l'alumel. Il peut être utilisé jusqu'à 1 100 °C.
Cet alliage a plusieurs noms commerciaux :
- Chromel : marque déposée de Hoskins Manufacturing Company ;
- Tophel : marque déposée de Carpenter ;
- T1 : nom commercial de Goodfellow ;
- Thermothal P (KP) : marque déposée de Kanthal.

| Propriétés électriques                         |                      |
| ---------------------------------------------- | -------------------- |
| Coefficient de température (K−1)               | 0,00032              |
| Résistivité électrique (µΩ⋅cm)                 | 70,6                 |
| Propriétés mécaniques                          |                      |
| Allongement à la rupture (%)                   | <44                  |
| Énergie d'impact Izod (J⋅m−1)                  | 108                  |
| Module d'élasticité (GPa)                      | 186                  |
| Contrainte à rupture (MPa)                     | 620-780              |
| Propriétés physiques                           |                      |
| Masse volumique (g⋅cm−3)                       | 8,5                  |
| Température de fusion (°C)                     | 1 420 (Patm)         |
| Propriétés thermiques                          |                      |
| Coefficient de dilatation ( × 10-6 K−1)        | 17,2 (20 à 1 000 °C) |
| Température maximum d'utilisation à l'air (°C) | 1 100                |
| Conductivité thermique (W⋅m−1⋅K−1)             | 19 (23 °C)           |

## Chromel A
Le Chromel A est un alliage contenant 80 % de nickel et 20 % de chrome (en poids). Il est utilisé pour son excellente résistance à la corrosion et à l'oxydation à haute température.